# Lorenzo Barili

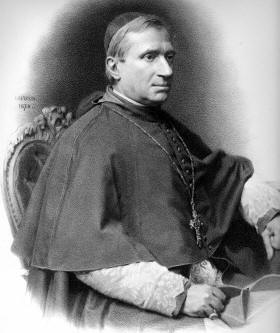
Lorenzo Kardinal Barili

Lorenzo Barili (* 1. Dezember 1801 in Ancona; † 8. März 1875 in Rom) war ein italienischer Kardinal der Römischen Kirche und päpstlicher Diplomat.

## Leben
Er studierte in Ancona und Rom und schloss mit Doktorgraden in Philosophie und Theologie ab. Am 2. September 1827 empfing er durch Cesare Membrini Pironi Gonzaga die Priesterweihe für das Bistum Ancona. Nach weiteren Studien in Rom war er von 1833 bis 1839 in Ancona Professor für Philosophie und Studienpräfekt am dortigen Seminar. Zwischen 1839 und 1848 diente er als Auditor in den Nuntiaturen beim Königreich beider Sizilien und in Portugal. Am 13. Mai 1848 wurde er zum Internuntius in Brasilien ernannt, doch hielt ihn die Wirkung der Revolution von 1848 in Ancona fest. Dort wurde er zum Pro-Generalvikar von Kardinal Antonio Maria Cadolini, dem Bischof von Ancona, ernannt und blieb dies bis 1849. Er wurde Hausprälat Seiner Heiligkeit und schließlich am 26. Mai 1851 als Apostolischer Delegat in das Vizekönigreich Neugranada entsandt, wo er bis zum 7. Oktober 1853 blieb.
Papst Pius IX. ernannte ihn am 3. August 1857 zum Titularerzbischof von Tyana. Die Bischofsweihe spendete ihm am 1. November 1857 in der Kathedrale von Ancona Kardinal Giovanni Brunelli; Mitkonsekratoren waren Antonio Benedetto Antonucci, Bischof von Ancona, und Giovanni Francesco Magnani, Bischof von Recanati e Loreto. Barili wurde 1857 Nuntius in Spanien und wurde am 26. Januar 1858 zum Päpstlichen Thronassistenten ernannt.
Im Konsistorium vom 13. März 1868 kreierte Papst Pius IX. ihn zum Kardinalpriester und verlieh ihm am 24. September desselben Jahres den Kardinalshut sowie die Titelkirche Sant’Agnese fuori le mura. Kardinal Barili nahm am Ersten Vatikanischen Konzil teil und war von 1872 bis zu seinem Tode 1875 Präfekt der Kongregation für den Ablass und die Reliquien.
Er wurde am 12. März 1875 zunächst auf dem Campo Verano in Rom beigesetzt; im März 1878 wurde sein Leichnam nach Ancona überführt.